# Хуш-Ма-Хуш
Семён Рахми́левич Шу́стер (Хуш-ма-Хуш нем. Housch-Ma-Housch) (5 февраля 1972, Измаил) — клоун украинского происхождения, ведущий артист кабаре «Лидо» в Париже.

## Биография
Родился в Измаиле (УССР, ныне Украина), там же и вырос и приобрёл любимое дело. В 1992 году выпустился из Киевского эстрадно-циркового училища в качестве ковёрного клоуна. Первоначально работал в дуэте с Терешкиным.
Сольную карьеру начал в 1996 году. Тогда же и обрёл псевдоним Хуш-Ма-Хуш, произнесённый в разговоре украинским ведущим Дмитрием Оськиным.
Вместе с семьёй в 2000 году перебрался в Германию. С 2010 года работает в парижском кабаре «Лидо», принимает участие в различных гала-концертах и фестивалях.

## Призы и награды
- 2005 — «Бронзовая медаль» на 26 фестивале «Цирк завтрашнего дня» в Париже[1], а так же: Prix spéciaux „Arte“, Prix spéciaux „Cirque Knie“, Prix spéciaux „Trophée Grock“, специальный приз „Цирк Никулина“.
- 2005 — 10 China Wuqiao International Circus Festival Серебряный Лев (Silver Lion).
- 2006 — 14éme Festival International du Cirque de Massy −1ére piste de cristal (первый приз).
- 2007 — Московский международный молодёжный фестиваль-конкурс циркового искусства — „Золотой слон“.
- 2009 — «Бронзовый клоун» на 33 Международном цирковом фестивале в Монте-Карло»[1], а также: специальный приз « Россгосцирк», Prix Special Gandey.
- 2010 — 9 Festival International du Cirque de Grenoble — Etoile d‘Argent
- 2010 — Первый фестиваль цирковой режиссуры (Санкт-Петербург) — гран при[2]
- 2011 — 5 Всемирный фестиваль циркового искусства в Москве — Золотая медаль